# Viscount Allenby

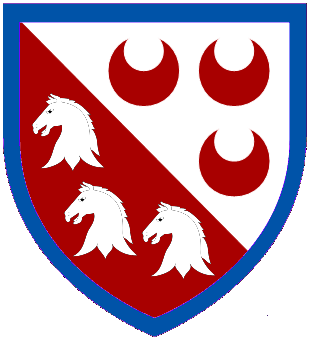
Wappen der Viscounts Allenby

Viscount Allenby, of Megiddo and Felixstowe in the County of Suffolk, ist ein erblicher britischer Adelstitel in der Peerage of the United Kingdom.
Familiensitz der Viscounts ist Newnham Lodge bei Hook in Hampshire.

## Verleihung
Der Titel wurde am 7. Oktober 1919 dem Feldmarschall Edmund Allenby verliehen, der im Ersten Weltkrieg als Befehlshaber der alliierten Truppen in Palästina große Erfolge gegen die osmanischen Truppen erzielt hatte. Der Ortsname Megiddo in der territorialem Widmung des Titels verweist auf die siegreiche Schlacht bei Megiddo (1918).
Da der einzige Sohn von Allenby 1917 im Ersten Weltkrieg an der Westfront gefallen war, wurde bei der Verleihung des Titels bestimmt, dass dieser auch an den jüngeren Bruder des ersten Viscounts und dessen männliche Abkömmlinge übergehen könne, falls er selbst keine Söhne habe. Die Viscountswürde ging 1936 entsprechend an einen Neffen des ersten Viscounts über.

## Liste der Viscounts Allenby (1919)
- Edmund Allenby, 1. Viscount Allenby (1861–1936)
- Dudley Allenby, 2. Viscount Allenby (1903–1984)
- Michael Allenby, 3. Viscount Allenby (1931–2014)
- Henry Allenby, 4. Viscount Allenby (* 1968)

Titelerbe (Heir Apparent) ist der Sohn des derzeitigen Titelinhabers, Hon. Harry Allenby (* 2000).